# فهرست فرودگاه‌های نوناووت
این مقاله فهرست فرودگاه‌ها و بالگردگاه‌های نوناووت در کشور کانادا است.

## فهرست فرودگاه‌ها و بالگردگاه‌ها
| مکان                 | نام فرودگاه            | ایکائو | TC موقعیت‌یاب | یاتا | مختصات                                                          |
| -------------------- | ---------------------- | ------ | ------------ | ---- | --------------------------------------------------------------- |
| آلرت                 | فرودگاه آلرت           | CYLT   |              | YLT  | ۸۲°۳۱′۰۴″ شمالی ۰۶۲°۱۶′۵۰″ غربی / ۸۲٫۵۱۷۷۸°شمالی ۶۲٫۲۸۰۵۶°غربی  |
| Arctic Bay           | فرودگاه آرکتیک‌بی       |        | CJX7         | YAB  | ۷۳°۰۰′۱۹″ شمالی ۰۸۵°۰۱′۵۹″ غربی / ۷۳٫۰۰۵۲۸°شمالی ۸۵٫۰۳۳۰۶°غربی  |
| Arviat               | فرودگاه ارویات         | CYEK   |              | YEK  | ۶۱°۰۵′۳۹″ شمالی ۰۹۴°۰۴′۱۵″ غربی / ۶۱٫۰۹۴۱۷°شمالی ۹۴٫۰۷۰۸۳°غربی  |
| Arviat               | فرودگاه آبی ارویات     |        | CRV8         |      | ۶۱°۰۸′۵۰″ شمالی ۰۹۴°۰۶′۵۷″ غربی / ۶۱٫۱۴۷۲۲°شمالی ۹۴٫۱۱۵۸۳°غربی  |
| Baker Lake           | فرودگاه بیکر لیک       | CYBK   |              | YBK  | ۶۴°۱۷′۵۶″ شمالی ۰۹۶°۰۴′۴۰″ غربی / ۶۴٫۲۹۸۸۹°شمالی ۹۶٫۰۷۷۷۸°غربی  |
| Baker Lake           | فرودگاه آبی بیکر لیک   |        | CJK6         |      | ۶۴°۱۹′۰۰″ شمالی ۰۹۶°۰۱′۰۰″ غربی / ۶۴٫۳۱۶۶۷°شمالی ۹۶٫۰۱۶۶۷°غربی  |
| Cambridge Bay        | فرودگاه کمبریج بی      | CYCB   |              | YCB  | ۶۹°۰۶′۲۹″ شمالی ۱۰۵°۰۸′۱۸″ غربی / ۶۹٫۱۰۸۰۶°شمالی ۱۰۵٫۱۳۸۳۳°غربی |
| Cambridge Bay        | فرودگاه آبی کیمبریج بی |        | CJD7         |      | ۶۹°۰۷′۲۰″ شمالی ۱۰۵°۰۱′۱۵″ غربی / ۶۹٫۱۲۲۲۲°شمالی ۱۰۵٫۰۲۰۸۳°غربی |
| Cape Dorset          | فرودگاه کیپ درسیت      | CYTE   |              | YTE  | ۶۴°۱۳′۴۹″ شمالی ۰۷۶°۳۱′۲۹″ غربی / ۶۴٫۲۳۰۲۸°شمالی ۷۶٫۵۲۴۷۲°غربی  |
| Chesterfield Inlet   | فرودگاه چسترفیلد اینلت | CYCS   |              | YCS  | ۶۳°۲۰′۵۰″ شمالی ۰۹۰°۴۳′۵۲″ غربی / ۶۳٫۳۴۷۲۲°شمالی ۹۰٫۷۳۱۱۱°غربی  |
| Clyde River          | فرودگاه کلاید ریور     | CYCY   |              | YCY  | ۷۰°۲۹′۱۰″ شمالی ۰۶۸°۳۱′۰۰″ غربی / ۷۰٫۴۸۶۱۱°شمالی ۶۸٫۵۱۶۶۷°غربی  |
| Coral Harbour        | فرودگاه کورال هاربر    | CYZS   |              | YZS  | ۶۴°۱۱′۳۶″ شمالی ۰۸۳°۲۱′۳۴″ غربی / ۶۴٫۱۹۳۳۳°شمالی ۸۳٫۳۵۹۴۴°غربی  |
| Doris Lake           | فرودگاه دوریس لیک      |        | CDL7         |      | ۶۸°۰۷′۳۱″ شمالی ۱۰۶°۳۵′۰۷″ غربی / ۶۸٫۱۲۵۲۸°شمالی ۱۰۶٫۵۸۵۲۸°غربی |
| Eureka               | فرودگاه اوریکا         | CYEU   |              | YEU  | ۷۹°۵۹′۴۰″ شمالی ۰۸۵°۴۸′۴۳″ غربی / ۷۹٫۹۹۴۴۴°شمالی ۸۵٫۸۱۱۹۴°غربی  |
| Gjoa Haven           | فرودگاه جوا هون        | CYHK   |              | YHK  | ۶۸°۳۸′۰۸″ شمالی ۰۹۵°۵۱′۰۱″ غربی / ۶۸٫۶۳۵۵۶°شمالی ۹۵٫۸۵۰۲۸°غربی  |
| Grise Fiord          | فرودگاه گریسه فیورد    | CYGZ   |              | YGZ  | ۷۶°۲۵′۳۴″ شمالی ۰۸۲°۵۴′۳۳″ غربی / ۷۶٫۴۲۶۱۱°شمالی ۸۲٫۹۰۹۱۷°غربی  |
| Hall Beach           | فرودگاه هالیون         | CYUX   |              | YUX  | ۶۸°۴۶′۳۲″ شمالی ۰۸۱°۱۴′۴۰″ غربی / ۶۸٫۷۷۵۵۶°شمالی ۸۱٫۲۴۴۴۴°غربی  |
| Hope Bay             | فرودگاه خلیج هوپ       |        | CHB3         |      | ۶۸°۰۹′۵۰″ شمالی ۱۰۶°۳۶′۵۲″ غربی / ۶۸٫۱۶۳۸۹°شمالی ۱۰۶٫۶۱۴۴۴°غربی |
| Igloolik             | فرودگاه ایگلولیک       | CYGT   |              | YGT  | ۶۹°۲۱′۵۳″ شمالی ۰۸۱°۴۸′۵۸″ غربی / ۶۹٫۳۶۴۷۲°شمالی ۸۱٫۸۱۶۱۱°غربی  |
| ایکالویت             | فرودگاه ایکالیوت       | CYFB   |              | YFB  | ۶۳°۴۵′۲۳″ شمالی ۰۶۸°۳۳′۲۱″ غربی / ۶۳٫۷۵۶۳۹°شمالی ۶۸٫۵۵۵۸۳°غربی  |
| Kimmirut             | فرودگاه کیمیروت        | CYLC   |              | YLC  | ۶۲°۵۱′۰۰″ شمالی ۰۶۹°۵۳′۰۰″ غربی / ۶۲٫۸۵۰۰۰°شمالی ۶۹٫۸۸۳۳۳°غربی  |
| Kugaaruk             | فرودگاه کوگاروک        | CYBB   |              | YBB  | ۶۸°۳۲′۰۴″ شمالی ۰۸۹°۴۸′۲۹″ غربی / ۶۸٫۵۳۴۴۴°شمالی ۸۹٫۸۰۸۰۶°غربی  |
| Kugluktuk            | فرودگاه کوگلوکتوک      | CYCO   |              | YCO  | ۶۷°۴۹′۰۰″ شمالی ۱۱۵°۰۸′۳۸″ غربی / ۶۷٫۸۱۶۶۷°شمالی ۱۱۵٫۱۴۳۸۹°غربی |
| Mary River           | پایگاه هوایی ماری ریور |        | CMR2         |      | ۷۱°۱۹′۲۷″ شمالی ۰۷۹°۲۱′۲۵″ غربی / ۷۱٫۳۲۴۱۷°شمالی ۷۹٫۳۵۶۹۴°غربی  |
| Meadowbank Gold Mine | پایگاه هوایی میدوبانک  |        | CMB2         |      | ۶۹°۰۱′۳۰″ شمالی ۰۹۶°۰۴′۱۴″ غربی / ۶۹٫۰۲۵۰۰°شمالی ۹۶٫۰۷۰۵۶°غربی  |
| Pangnirtung          | فرودگاه پانگنیرتونگ    | CYXP   |              | YXP  | ۶۶°۰۸′۴۲″ شمالی ۰۶۵°۴۲′۴۹″ غربی / ۶۶٫۱۴۵۰۰°شمالی ۶۵٫۷۱۳۶۱°غربی  |
| Pond Inlet           | فرودگاه پاند اینلت     | CYIO   |              | YIO  | ۷۲°۴۱′۲۲″ شمالی ۰۷۷°۵۸′۰۸″ غربی / ۷۲٫۶۸۹۴۴°شمالی ۷۷٫۹۶۸۸۹°غربی  |
| Qikiqtarjuaq         | فرودگاه کیکیکتارجواگ   | CYVM   |              | YVM  | ۶۷°۳۲′۴۵″ شمالی ۰۶۴°۰۱′۵۳″ غربی / ۶۷٫۵۴۵۸۳°شمالی ۶۴٫۰۳۱۳۹°غربی  |
| Rankin Inlet         | فرودگاه رانکین اینلت   | CYRT   |              | YRT  | ۶۲°۴۸′۴۱″ شمالی ۰۹۲°۰۶′۵۷″ غربی / ۶۲٫۸۱۱۳۹°شمالی ۹۲٫۱۱۵۸۳°غربی  |
| Repulse Bay          | فرودگاه ریپالس بی      | CYUT   |              | YUT  | ۶۶°۳۱′۱۷″ شمالی ۰۸۶°۱۳′۲۹″ غربی / ۶۶٫۵۲۱۳۹°شمالی ۸۶٫۲۲۴۷۲°غربی  |
| Resolute             | فرودگاه رزولوت بی      | CYRB   |              | YRB  | ۷۴°۴۳′۰۱″ شمالی ۰۹۴°۵۸′۱۰″ غربی / ۷۴٫۷۱۶۹۴°شمالی ۹۴٫۹۶۹۴۴°غربی  |
| Sanikiluaq           | فرودگاه سنیکیلواق      | CYSK   |              | YSK  | ۵۶°۳۲′۱۳″ شمالی ۰۷۹°۱۵′۰۰″ غربی / ۵۶٫۵۳۶۹۴°شمالی ۷۹٫۲۵۰۰۰°غربی  |
| Taloyoak             | فرودگاه تالویوک        | CYYH   |              | YYH  | ۶۹°۳۲′۴۸″ شمالی ۰۹۳°۳۴′۳۷″ غربی / ۶۹٫۵۴۶۶۷°شمالی ۹۳٫۵۷۶۹۴°غربی  |
| Tanquary Fiord       | فرودگاه تانکوئری فیورد |        | CJQ6         | JQ6  | ۸۱°۲۴′۳۴″ شمالی ۰۷۶°۵۲′۵۴″ غربی / ۸۱٫۴۰۹۴۴°شمالی ۷۶٫۸۸۱۶۷°غربی  |
| Whale Cove           | فرودگاه ویل کاو        | CYXN   |              | YXN  | ۶۲°۱۴′۲۴″ شمالی ۰۹۲°۳۵′۵۳″ غربی / ۶۲٫۲۴۰۰۰°شمالی ۹۲٫۵۹۸۰۶°غربی  |

- Airports names marked in bold are part of the National Airports System (Canada)
- Alternate names are shown in parentheses 

## فرودگاه‌های ازبین‌رفته
| مکان       | نام فرودگاه            | ایکائو | TC موقعیت‌یاب | یاتا | مختصات                                                          |
| ---------- | ---------------------- | ------ | ------------ | ---- | --------------------------------------------------------------- |
| ایکالویت   | Frobisher Bay Air Base |        |              |      | ۶۳°۴۵′۲۱″ شمالی ۰۶۸°۳۲′۲۳″ غربی / ۶۳٫۷۵۵۸۳°شمالی ۶۸٫۵۳۹۷۲°غربی  |
| Lupin Mine | فرودگاه لوپین          | CYWO   |              | YWO  | ۶۵°۴۵′۳۳″ شمالی ۱۱۱°۱۵′۰۰″ غربی / ۶۵٫۷۵۹۱۷°شمالی ۱۱۱٫۲۵۰۰۰°غربی |
| Nanisivik  | فرودگاه نانیسیویک      | CYSR   |              | YSR  | ۷۲°۵۸′۵۶″ شمالی ۰۸۴°۳۶′۴۹″ غربی / ۷۲٫۹۸۲۲۲°شمالی ۸۴٫۶۱۳۶۱°غربی  |